# 14 декабря
14 декабря — 348-й день года (349-й в високосные годы) по григорианскому календарю.
До конца года остаётся 17 дней.
До 15 октября 1582 года — 14 декабря по юлианскому календарю, с 15 октября 1582 года — 14 декабря по григорианскому календарю.
В XX и XXI веках соответствует 1 декабря по юлианскому календарю.

## Праздники и памятные дни

### Национальные
- Украина — День чествования участников ликвидации последствий аварии на Чернобыльской АЭС
- Российская Федерация, Башкортостан — День башкирского языка

### Религиозные
Православие
- Память пророка Наума (VII в. до н. э.);
- память праведного Филарета Милостивого (792);
- память мученика Анании Персянина.

### Именины
- Православные: Наум, Филарет, Порфирий, Анания.

## События

### До XIX века
- 557 — в Константинополе происходит разрушительное землетрясение, которое повреждает городские стены и Собор Святой Софии.
- 835 — в империи Тан предпринят неудачный «Заговор сладкой росы».
- 1287 — на побережье Северного моря произошло катастрофическое наводнение в день Святой Люсии.

### XIX век
- 1822 — в Вероне завершил работу последний дипломатический конгресс Священного союза[4].
- 1893 — в Москве, на Красной площади, торжественно открыты Верхние торговые ряды (торговый комплекс ГУМ).
- 1896 — в Глазго заработала третья в мире подземная система метрополитена.
- 1900 — опубликовано учение Макса Планка о квантовой механике.

### XX век
- 1911 — экспедиция Руаля Амундсена впервые достигла Южного полюса.
- 1913 — остров Крит официально аннексирован Грецией.
- 1918
  - В Лиссабоне убит президент Португалии Сидониу Паиш.
  - Премьера единственной комической оперы Джакомо Пуччини «Джанни Скикки» на сцене «Метрополитен-опера».
  - Свергнут гетман Украины Павел Скоропадский.
  - Фридрих Карл Гессен-Кассельский отказался от финской короны.
- 1920 — начало суда в Каунасе над участниками заговора — членами Польской военной организации.
- 1928 — датский учебный пятимачтовый барк «Копенгаген» («København») вышел из порта Монтевидео и взял курс на Австралию; больше судно никто не видел, оно исчезло вместе с 59 членами экипажа[5].
- 1939 — СССР исключён из состава Лиги Наций из-за вторжения в Финляндию 30 ноября.
- 1942 — под Ташкентом потерпел катастрофу АНТ-20бис. Погибли 36 человек.
- 1943 — постановлением Политбюро ЦК ВКП(б) утверждён Государственный гимн СССР («Сталинский»).
- 1955 — Австрия, Албания, Болгария, Венгрия, Иордания, Ирландия, Испания, Италия, Камбоджа, Лаос, Ливия, Непал, Португалия, Румыния, Финляндия и Цейлон приняты в ООН.
- 1958 — третья советская антарктическая экспедиция впервые достигла южного полюса недоступности в Антарктиде (463 км от Южного полюса) и основала там временную станцию «Полюс недоступности».
- 1960 — принята Конвенция о борьбе с дискриминацией в области образования ЮНЕСКО.
- 1974 — катастрофа Як-40 в Бухаре, погибли 7 человек.
- 1981 — арабо-израильский конфликт: кнессет ратифицировал закон о Голанских высотах.
- 1986 — завершено строительство объекта «Укрытие» над четвёртым энергоблоком Чернобыльской АЭС.
- 1987 — в США состоялась премьера мультсериала «Черепашки-ниндзя».
- 1988 — всеобщая 24-часовая забастовка в Испании, в которой приняло участие более 8 млн человек.
- 1991 — в павильоне «Космос» на ВДНХ в Москве прошёл первый в России рейв Gagarin Party.
- 1992 — война в Абхазии: в ходе осады Ткварчели разбился вертолёт Ми-8, проводивший эвакуацию гражданских лиц. Погибло более 50 человек, включая 25 детей.
- 1994
  - В Китае, на реке Янцзы, начато строительство гидроэлектростанции «Три ущелья».
  - Первым опытом непосредственного спутникового вещания с территории бывшего СССР стала экспериментальная трансляция с территории Украины «Международного Славянского канала».
- 1995 — в Париже подписаны так называемые «Дейтонские соглашения», завершившие войну в Боснии.
- 1998 — начала своё вещание радиостанция «Наше радио».

### XXI век
- 2004 — открыт виадук Мийо, самый высокий в мире транспортный мост.
- 2008
  - в Москве и Санкт-Петербурге прошёл «Марш несогласных».
  - иракский журналист Мунтазар аз-Зейди на пресс-конференции президента США Джорджа У. Буша бросил в него ботинками.
- 2012 — массовое убийство в начальной школе в Сэнди-Хук.
- 2020 — полное солнечное затмение.
- 2024 — Парламент Южной Кореи объявил импичмент президенту Юн Сок Ёлю.

## Родились
См. также: Категория:Родившиеся 14 декабря

### До XIX века
- 1503 — Нострадамус (Мишель де Нотрдам; ум. 1566), французский врач, алхимик, поэт, астролог и предсказатель.
- 1546 — Тихо Браге (ум. 1601), датский астроном, астролог и алхимик.
- 1789 — Мария Шимановская (ум. 1831), польская пианистка и композитор.
- 1789 — княгиня Зинаида Волконская (ум. 1862), русская писательница, хозяйка литературного салона.

### XIX век
- 1820 — Елизавета Ахматова (ум. 1904), русская писательница и переводчица.
- 1821 — Николай Щербина (ум. 1869), русский поэт.
- 1824 — Пьер Сесиль Пюви де Шаванн (ум. 1898), французский художник-символист.
- 1835 — Губерт Зимар (ум. 1902), немецкий богослов.
- 1850 — Николай Кузнецов (ум. 1930), русский живописец, академик.
- 1866 — Роджер Фрай (ум. 1934), английский художник и художественный критик, введший в обиход понятие постимпрессионизм.
- 1883 — Морихэй Уэсиба (ум. 1969), японский мастер боевых искусств, основатель школы айкидо.
- 1891 — Николай Белов (ум. 1982), русский советский кристаллограф и геохимик, академик АН СССР.
- 1895
  - Георг VI (ум. 1952), король Великобритании (1936—1952).
  - Поль Элюар (ум. 1952), французский поэт.
- 1896
  - Павел Берков (ум. 1969), советский литературовед и библиограф.
  - Джеймс Дулиттл (ум. 1993), лётчик ВВС США, возглавивший «рейд Дулиттла» (1942).
- 1898 — Ефим Дзиган (ум. 1981), киноактёр, режиссёр кино и театра, сценарист, педагог, народный артист СССР.

### XX век
- 1901 — Павел I (ум. 1964), король Греции в 1947—1964 гг.
- 1911 — Ханс-Иоахим Пабст фон Охайн (ум. 1998), немецкий инженер-конструктор, изобретатель.
- 1915 — Рашид Бейбутов (ум. 1989), азербайджанский эстрадный и оперный певец (лирический тенор) и актёр.
- 1922 — Николай Басов (ум. 2001), советский физик, академик АН СССР и РАН, лауреат Нобелевской премии (1964).
- 1924
  - Гоар Гаспарян (ум. 2007), советская и армянская оперная певица, народная артистка СССР.
  - Радж Капур (ум. 1988), индийский киноактёр, режиссёр, продюсер и сценарист.
  - Сийри Рантанен (ум. 2023), финская лыжница, олимпийская чемпионка.
- 1926 — Эдуард Розовский (ум. 2011), советский и российский кинооператор, народный артист РФ.
- 1927 — Николай Татаринов (ум. 2017), советский спортсмен-пятиборец, трёхкратный чемпион мира (1957—1959).
- 1928 — Николай Серебряков (ум. 2005), советский и российский режиссёр мультипликационных фильмов.
- 1932 — Борис Жутовский (ум. 2023), советский и российский художник, иллюстратор, писатель.
- 1937 — Пётр Дейнекин (ум. 2017), Главнокомандующий ВВС СССР (1991—1992) и России (1992—1998), генерал армии, Герой РФ.
- 1942 — Бенни Ланнартссон, шведский футболист и тренер.
- 1946 — Джейн Биркин (ум. 2023), англо-французская актриса театра и кино, певица.
- 1949 — Клифф Уильямс, британский музыкант, бас-гитарист австралийской рок-группы AC/DC.
- 1953 — Матвей Ганапольский, российский и украинский журналист, общественный деятель, актёр и режиссёр.
- 1956 — Ханни Венцель, лихтенштейнская горнолыжница, двукратная олимпийская чемпионка, 4-кратная чемпионка мира.
- 1960 — Ибрахим Раиси, иранский политический и государственный деятель, президент Ирана (с 2021 года).
- 1963 — Витаутас Юозапайтис, литовский оперный певец (баритон), профессор, телеведущий.
- 1964 — Ребекка Гибни, австралийская актриса, сценарист и кинопродюсер.
- 1966 — Лукресия Мартель, аргентинская женщина-кинорежиссёр, сценарист, продюсер.
- 1968 — Ноэль Бек, американская актриса кино и телевидения.
- 1969 — Наташа Макэлхон, британская актриса.
- 1970
  - Анна Мария Йопек, польская певица, музыкант и продюсер.
  - Бет Ортон, британская певица, автор песен, гитаристка и актриса.
- 1971
  - Тиа Техада (наст. имя Тиа Николь Такер), американская актриса кино и телевидения.
  - Микаэла Уоткинс, американская комедийная актриса.
- 1972 — Миранда Харт, английская актриса, комик и сценарист, пятикратная номинантка на BAFTA TV Award.
- 1973
  - Тхюи Чанг (погибла в 2001), американская актриса вьетнамского происхождения.
  - Саулюс Штомбергас, литовский баскетболист и тренер, двукратный призёр Олимпийских игр.
- 1975 — Кейди Стрикленд, американская актриса кино и телевидения.
- 1976 — Тэмми Бланчард, американская актриса, обладательница премии «Эмми».
- 1979 — Майкл Оуэн, английский футболист.
- 1980 — Дидье Зокора, ивуарийский футболист.
- 1985
  - Якуб Блащиковский, польский футболист.
  - Дарья Сагалова, российская актриса театра и кино, хореограф, телеведущая.
- 1988
  - Николя Батюм, французский баскетболист, призёр Олимпийских игр и чемпионатов мира.
  - Ванесса Хадженс, американская актриса и певица.
- 1991 — Offset (Киари Кендрелл Сифус), американский рэпер.
- 1993 — Антонио Джовинацци, итальянский автогонщик.
- 1996 — Рафинья (наст. имя Рафаэл Диас Беллоли), бразильский футболист
- 1998 — Кишлак (Максим Сергеевич Фисенко), Российский музыкант, автор песен

## Скончались
См. также: Категория:Умершие 14 декабря

### До XIX века
- 1788
  - Карл Филипп Эммануил Бах (р. 1714), немецкий композитор.
  - Карл III (р. 1716), король Испании (с 1759), король Неаполя и Сицилии (1734—1759).
- 1799 — Джордж Вашингтон (р. 1732), первый Президент США.
- 1800 — Осип Дерибас (р. 1749), русский адмирал испанского происхождения.

### XIX век
- 1860 — Джордж Гамильтон Гордон Эбердин (р. 1784), английский политический деятель.
- 1873 — Жан Луи Родольф Агассис (р. 1807), американский естествоиспытатель.
- 1878 — Алиса-Мод-Мэри (р. 1843), дочь королевы Виктории, тёща Николая II (мать императрицы Александры Фёдоровны).
- 1884 — Николай Курочкин (р. 1830), русский поэт-сатирик, переводчик и публицист.
- 1893 — Каролина Павлова (р. 1807), русская поэтесса.

### XX век
- 1920 — Василий Образцов (р. 1849), русский терапевт, новатор в области диагностики заболеваний.
- 1937 — расстрелян Григорий Ильинский (р. 1876), русский филолог, историк, археограф.
- 1943 — Джон Харви Келлог (р. 1852), американский врач, пропагандист здорового образа жизни.
- 1950
  - Александр Зражевский (р. 1886), киноактёр, народный артист СССР, четырежды лауреат Сталинской премии.
  - Игорь Савченко (р. 1906), украинский кинорежиссёр.
- 1957 — Йозеф Лада (р. 1887), чешский художник и писатель-прозаик.
- 1959 — Стэнли Спенсер (р. 1891), английский живописец.
- 1963 — Густав Махаты (р. 1901), чешский кинорежиссёр, сценарист и актёр.
- 1966 — Исаак Померанчук (р. 1913), советский физик-теоретик, академик АН СССР.
- 1968 — Маргарете Клозе (р. 1902), немецкая оперная певица (меццо-сопрано) и педагог.
- 1984 — Висенте Алейсандре (р. 1898), испанский поэт, лауреат Нобелевской премии (1977).
- 1989 — Андрей Сахаров (р. 1921), советский физик и общественный деятель, лауреат Нобелевской премии мира.
- 1990
  - Фридрих Дюрренматт (р. 1921), швейцарский писатель.
  - Чжан Цюнь (р. 1889), китайский политик, глава правительства Китая (1947—1948).
- 1993 — Мирна Лой (р. 1905), американская киноактриса.
- 1994 — Борис Чичибабин (р. 1923), русский поэт.
- 1998 — Тимофей Левчук (р. 1912), украинский кинорежиссёр, народный артист СССР.
- 2000 — Надежда Федосова (р. 1911), актриса театра и кино, заслуженная артистка РСФСР.

### XXI век
- 2004 — Алексей Корнеев (р. 1939), советский футболист, серебряный призёр чемпионата Европы (1964).
- 2011 — Борис Черток (р. 1912), советский учёный-конструктор, академик РАН, один из ближайших соратников С. П. Королёва.
- 2013 — Питер О’Тул (р. 1932), британский актёр, восьмикратный номинант на премию «Оскар».

## Приметы
- Наум Грамотник.
- Говорили: «Придёт Наум — наведёт на ум».
- Издавна на Наума учителям делали всевозможные подарки[6].
- В старину этот день считался благоприятным, чтобы отдавать детей в обучение[7].